# Ústaleč
Ústaleč je vesnice, část města Nalžovské Hory v okrese Klatovy v Plzeňském kraji. Nachází se asi čtyři kilometry jihozápadně od Nalžovských Hor. Ústaleč je také název katastrálního území o rozloze 4,73 km².

## Historie
První písemná zmínka o vesnici pochází z roku 1544.

## Obyvatelstvo
| Rok            | 1869 | 1880 | 1890 | 1900 | 1910 | 1921 | 1930 | 1950 | 1961 | 1970 | 1980 | 1991 | 2001 | 2011 | 2021 |
| -------------- | ---- | ---- | ---- | ---- | ---- | ---- | ---- | ---- | ---- | ---- | ---- | ---- | ---- | ---- | ---- |
| Počet obyvatel | 482  | 465  | 431  | 417  | 407  | 406  | 377  | 245  | 234  | 195  | 150  | 132  | 105  | 112  | 119  |
| Počet domů     | 56   | 61   | 63   | 67   | 67   | 68   | 70   | 77   | 76   | 58   | 54   | 80   | 81   | 83   | 86   |

## Obecní správa
Při sčítání lidu v letech 1850–1975 Ústaleč byl samostatnou obcí, se kterým patřil nejprve do okresu Klatovy, ale v roce 1950 v okrese Horažďovice a od roku 1960 opět v okrese Klatovy. Od 1. ledna 1976 je částí města Nalžovské Hory v okrese Klatovy. V letech 1850–1975 k obci patřily Krutěnice.

## Pamětihodnosti
- Boží muka
- Sýpka
- Na vrchu Hradec se dochovaly valy ústalečského hradiště, které bylo osídleno nejspíše v raném středověku a snad i v pravěku.[8]

## Galerie

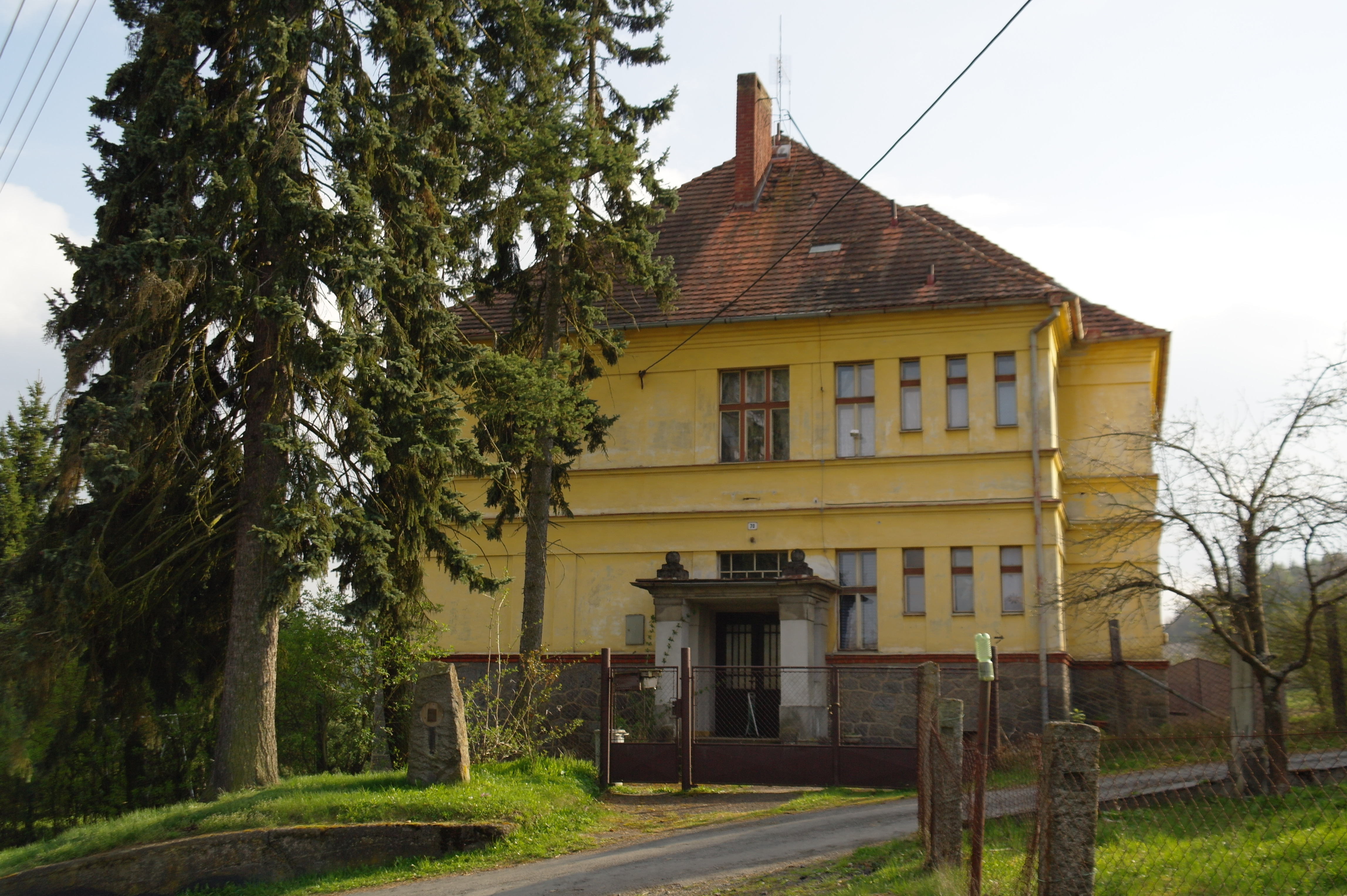
Místní vila
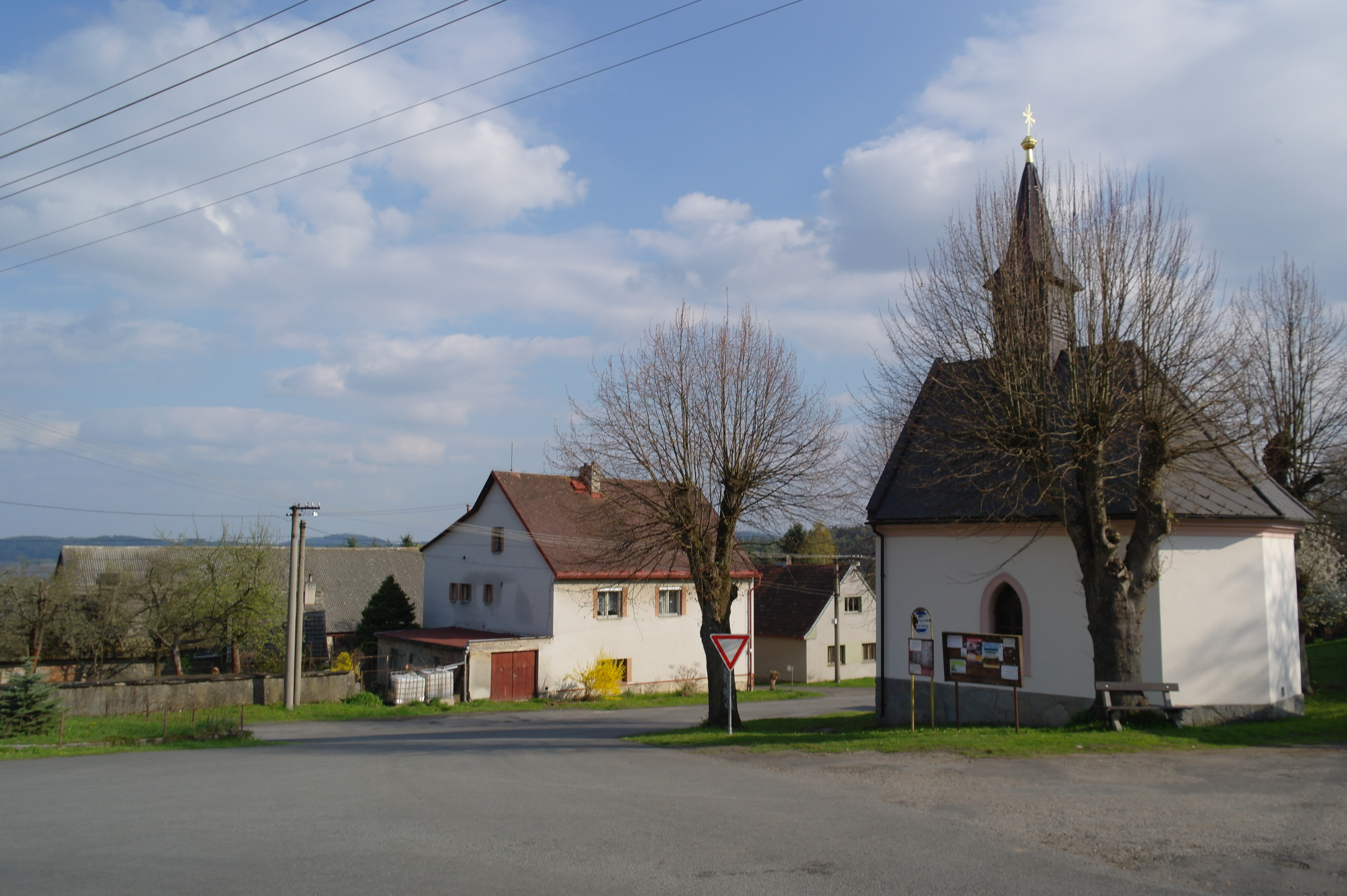
Náves s kaplí
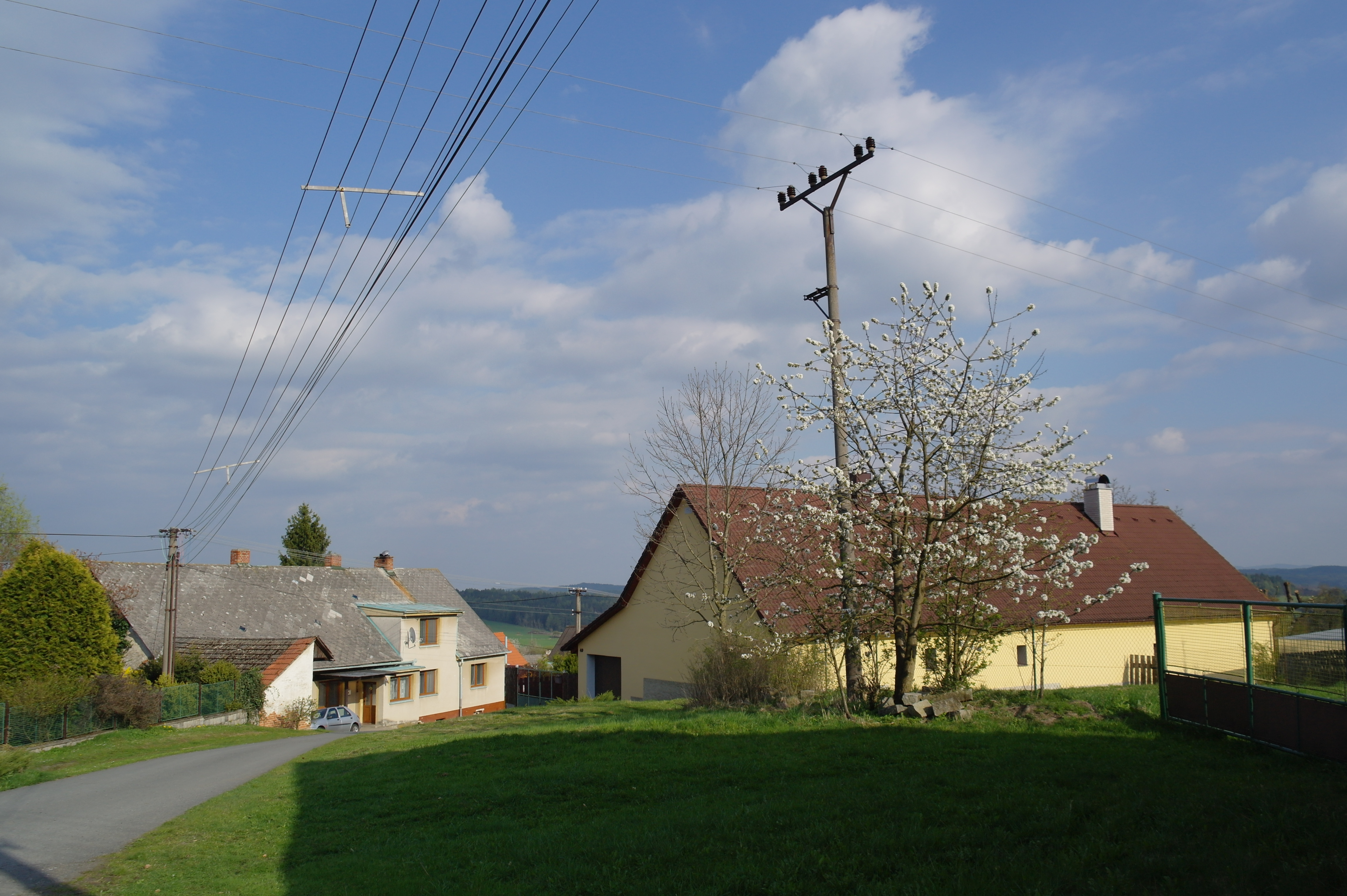
Místní domy